# ジザフ州
座標: 北緯40度25分 東経67度40分 / 北緯40.417度 東経67.667度
ジザフ州（ウズベク語: Jizzax viloyati / Жиззах вилояти；ジザク州、ロシア語: Джизакская область）は、ウズベキスタンの地方行政区画。ウズベキスタン中央部に位置し、サマルカンド州、ナヴォイ州、シルダリヤ州のほか、カザフスタン、タジキスタンに隣接する。

## 概要
ジザク州は11の地区に分けられる。州都のジザフ（人口12.8万）のほか、主要都市としてドゥストリク、ガガーリン、ガルリャアラル、パフタコール、マルジャンブラクがある。1973年まではシルダリヤ州の一部とされてきた。
気候は典型的な大陸性気候である。主要な農業生産物は、灌漑農業による綿花と小麦である。
鉛、亜鉛、鉄、石灰などの天然資源を産出する。
州内の舗装道路の総延長は2,500kmに達する。
州内のザーミン国立公園では、独特な動植物層を観察することができる。

## 地方行政区画

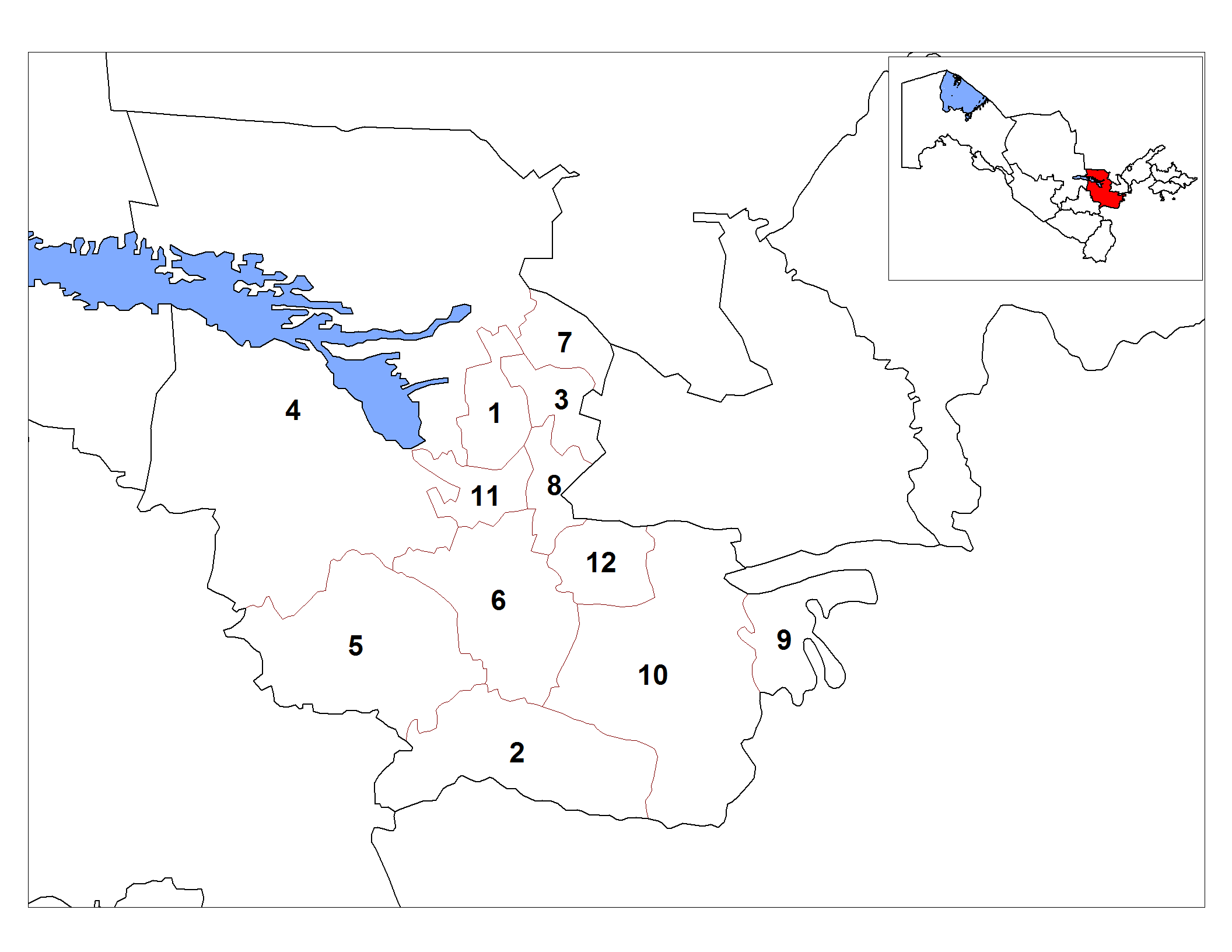
ジザフ州の地方行政区画

|    | 地区名               | ウズベク語表記 | 行政機関所在地   | ウズベク語表記 |
| -- | -------------------- | -------------- | ---------------- | -------------- |
| 1  | アルナサイ地区       | Arnasoy        | ゴリブラル       | Goliblar       |
| 2  | バフマル地区         | Baxmal         | ウスマト         | Usmat          |
| 3  | ドゥストリク地区     | Do`stlik       | ドゥストリク     | Do`stlik       |
| 4  | ファリシュ地区       | Forish         | ヤンギキシュラク | Yangikishlok   |
| 5  | ガルリャアラル地区   | G`allaorol     | ガルリャアラル   | G`allaorol     |
| 6  | ジザフ地区           | Jizzax         | ウチュテパ       | Uchtepa        |
| 7  | ミルザチュル地区     | Mirzacho`l     | ガガーリン       | Gagarin        |
| 8  | パフタコール地区     | Paxtakor       | パフタコール     | Paxtakor       |
| 9  | ヤンギアーバード地区 | Yangiobod      | バランドチャキル | Balandchakir   |
| 10 | ザーミン地区         | Zomin          | ザーミン         | Zomin          |
| 11 | ザファラバード地区   | Zafarobod      | ザファラバード   | Zafarobod      |
| 12 | ザルブダール地区     | Zarbdor        | ザルブダール     | Zarbdor        |

## 主要都市
- ジザフ - Jizzax
- ドゥストリク - Do`stlik
- ガガーリン - Gagarin
- ザーミン - Zomin